# Lebedinowka
Lebedinowka (russisch Лебединовка) ist ein Dorf in Kirgisistan und ein Vorort der Hauptstadt Bischkek. 2021 hatte der Ort 20.709 Einwohner.

## Geographie
Der Ort liegt im Oblus Tschüi im Norden Kirgisistans, 7 km westlich von Bischkek auf 710 m Höhe. Es ist Verwaltungssitz des Rajons Alamüdün.
In der Gegend herrscht Kontinentalklima.

## Geschichte
Das Dorf wurde 1867 oder 1898 gegründet.

## Wirtschaft und Infrastruktur
Durch Lebedinowka verläuft die autobahnartig ausgebaute A365, die Bischkek mit Balyktschy verbindet. Eine Gaspipeline des russischen Konzerns Gazprom wurde 2022 eröffnet.